# 锯齿肖峭
锯齿肖峭（学名：Tetragnatha serra）为肖峭科肖峭属的动物。分布于泰国至新几内亚以及中国大陆的香港等地。